# Raión de Uritski
El raión de Uritski (ruso: Ури́цкий райо́н) es un distrito administrativo y municipal (raión) ruso perteneciente a la óblast de Oriol. Se ubica en el oeste de la óblast. Su capital es Narýshkino.
En 2023, el raión tenía una población de 17 312 habitantes.
Comprende un conjunto de áreas, principalmente rurales, ubicadas entre 10 y 40 km al oeste de la capital regional Oriol. Recibe su topónimo en referencia a Moiséi Uritski, uno de los líderes de la Revolución rusa.

## Subdivisiones
Comprende el asentamiento de tipo urbano de Narýshkino (la capital, que forma un ayuntamiento urbano sin pedanías) y 152 localidades rurales, estas últimas agrupadas en los siguientes siete asentamientos rurales:
- Arjánguelskoye (con sede en Sovjozni)
- Bogdánovka (con sede en Gagárinski)
- Búnino
- Gorodishche
- Kótovo (con sede en Zarechni)
- Lunachary (con sede en Yásnaya Poliana)
- Podzaválovo